# متغير دوري مزدوج
المتغير الدوري المزدوج (Double periodic variable) أو (DPV) هو أحد أنواع انظمة النجوم الثنائية الكسوفية وكما يوحي الاسم، فإن التغير في سطوع النظام لا يتم فقط بسبب كسوف نجم واحد من قبل مرافقة، ولكن أيضا على دورة أطول بحوالي 33 مرة من الفترة المدارية. النجم الذي يكتسب كتلة من مرافقة لدية قرص سميك من المواد المحيطة بة، وعلى ما يبدو يفقد النظام كتلة بشكل دوري إلى الوسط بين نجمي مع مرور الوقت. سبب تغير النجم الثانوي لم يتم تحديدة بعد وهذة الفئة من النجوم نادرة حتى أبريل 2016 أكتشف 21 نظام في درب التبانة وأكثر من 170 في سحابتا ماجلان.

## القائمة
قدمت فهارس المتغيرات الدورية المزدوجة من قبل منيكنت، أوتيرو وكواشكوفسكي (2016)، بولاك وآخرون. (2013) وبوليسكي وآخرون. (2010).
تحتوي القائمة التالية على متغيرات دورية مزدوجة مختارة والتي تهم علم الفلك الهواة أو المتخصصين. وما لم يذكر خلاف ذلك، المقادير المعطاة في النطاق V.
| النجم        | القدر الأقصى | القدر الأدنى | فترة الكسوف (يوم) | نوع الطيف        |
| ------------ | ------------ | ------------ | ----------------- | ---------------- |
| V393 Scorpii | 7.39         | 8.31         | 7.72              | B3III            |
| كوروت        | 8.20         | 9.16         | 11.11             | B5IV+F8-G0II-III |